# Stretford
Stretford è il principale quartiere di Trafford nella Grande Manchester, in Inghilterra, totalmente in conurbazione col capoluogo. Lo abitano 46 910 persone. Il suo nome deriva dall'inglese antico stræt (strada, più precisamente una strada romana) e ford (attraversamento di un corso d'acqua). Non lo si deve confondere con Stratford, che ha però lo stesso significato.

## Località
Stretford originariamente era semplicemente parte della parrocchia di Manchester. Divenuta poi area amministrativa dal 1868, assunse il pieno statuto comunale dal 1894 e ulteriori poteri municipali dal 1933. Nel 1974 si unì a vari altri municipi della zona, andando a formare la moderna Trafford, il cui palazzo municipale è quello vecchio di Stretford. Stretford è nota a livello mondiale per ospitare l’Old Trafford, lo stadio di calcio del Manchester Utd.